# Alejandro Casañas Ramírez
Alejandro Casañas Ramírez (L'Havana, Cuba 1954) és un atleta cubà, ja retirat, especialsta en 110 metres tanques i guanyador de dues medalles olímpiques.

## Biografia
Va néixer el 29 de gener de 1954 al barri de Guanabacoa de la ciutat de l'Havana, capital de Cuba.

## Carrera esportiva
Va participar, als 18 anys, en els Jocs Olímpics d'Estiu de 1972 realitzats a Múnic (Alemanya Occidental), on fou eliminat en la primera ronda dels 110 metres tanques. En els Jocs Olímpics d'Estiu de 1976 realitzats a Mont-real (Canadà) aconseguí guanyar la medalla de plata en aquesta prova, quedant per darrere del francès Guy Drut. Així mateix participà en els relleus 4x100 metres, on l'equip cubà finalitzà cinquè i aconseguí guanyar un diploma olímpic. En els Jocs Olímpics d'Estiu de 1980 realitzats a Moscou (Unió Soviètica) aconseguí revalidar la seva medalla de plata en finalitzar segon, en aquesta ocasió per darrere de l'alemany democràtic Thomas Munkelt. També participà en els relleus 4x100 metres, si bé foren eliminats en primera ronda.
Al llarg de la seva carrera ha guanyat tres medalles en els Jocs Panamericans, entre elles una d'or; tres medalles en els Jocs Centreamericans i del Carib, totes elles d'or; quatre medalles en el Campionat Centreamericà i del Carib, totes elles d'or; i una medalla d'or en la Universíada.
El 21 d'agost de 1977 establí un nou rècord del món de la prova dels 110 metres tanques, aturant el cronòmetre en 13.21 segons. Aquest temps fou vigent fins a l'abril de 1979, quan fou superat pel nord-americà Renaldo Nehemiah (13.00 segons).